# Sociedad Comercial del Plata
Sociedad Comercial del Plata S.A. (SCP) ist eine argentinische Holdinggesellschaft mit Sitz in Buenos Aires, die in den Sektoren Bauwesen, Agrarindustrie, Unterhaltung, Energie, Verkehr, Infrastruktur und Immobilien tätig ist. Das Unternehmen deckt vier Segmente ab: Bauwesen, Öl und Derivate, Unterhaltung und andere. Das Segment Bau produziert Baumaterialien wie Fußböden und Keramikbeläge, Ziegel, Schindeln und Hochleistungsglas. Das Segment Öl und Derivate umfasst die Explorations- und Förderaktivitäten für Öl und Gas sowie den Gastransport. Das Unterhaltungssegment verwaltet den Vergnügungspark Parque de la Costa. Das Segment Sonstige bietet Schienengüterverkehrsdienstleistungen an, entwickelt Immobilien- und Wiederaufforstungsprojekte, entwickelt Lebensmittel und Nutrazeutika auch für Tiere und ist unter anderem in der Biokraftstoffindustrie tätig. Das Unternehmen ist hauptsächlich in Argentinien aktiv.
Die Gesellschaft wurde 1927 gegründet, verfügt über 9800 Aktionäre und 1900 Mitarbeiter und ist an der Bolsa de Comercio de Buenos Aires (Börse von Buenos Aires) notiert und Teil des Aktienindexes MERVAL, des wichtigsten Börsenindikators in Argentinien.
Die Aufteilung der Bereiche betrug im Dezember 2019 zu 76 % Öl, Kraftstoffe und Derivate, 20 % Bauwesen, 2 % Agrarwesen und 2 % Unterhaltung.

## Tochtergesellschaften
- Canteras Cerro Negro (100 %) Ziegel, Schindeln, Böden und Beschichtungen, Keramik, Porzellan und Glas für den Bau
- Compañía General de Combustibles (30 %) Exploration und Förderung von Kohlenwasserstoffen und Gastransport
- Delta del Plata (Immobilien- und Wiederaufforstungsprojekte)
- Destilerías Argentina Petrolera SA (100 %) Weiterverarbeitung, Lagerung und Verteilung von Kraftstoffen
- Ferroexpreso Pampeano (17,59 %) Schienengüterverkehrsdienstleistungen
- Lamb Weston Alimentos modernos (50 %) Nahrungsmittelindustrie
- Omega Grains (100 %) Agrarwesen[4]